# 사이클 스틸링
사이클 스틸링(cycle stealing)은 입출력 채널과 프로세서가 동시에 주기억장치를 접근하려고 하면 문제가 발생할 때 CPU를 간섭하지 않고 채널의 우선순위를 높게 주는 것이다. 일반적으로 채널은 적은 양의 사이클을 필요로 하기 때문에 채널의 우선순위를 높여주면 입출력 장비의 효율이 높아진다.